# Mental Vortex
Mental Vortex è il quarto album del gruppo thrash metal svizzero Coroner, pubblicato nel 1991 dalla Noise.

## Tracce
1. Divine Step (Conspectu Mortis) - 7:05
2. Son of Lilith - 6:5
3. Semtex Revolution - 5:31
4. Sirens - 4:56
5. Metamorphosis - 5:35
6. Pale Sister - 4:55
7. About Life - 5:18
8. I Want You (She's So Heavy) (The Beatles cover) - 7:15

## Formazione
- Ron Royce - voce e basso
- Tommy T. Baron - chitarra
- Marquis Marky - batteria